# Voltlage
Voltlage er en kommune med godt 1.750 indbyggere (2013). Den er en del af Samtgemeinde Neuenkirchen, beliggende i den nordvestlige del af Landkreis Osnabrück, i den tyske delstat Niedersachsen.

## Geografi
Voltlage ligger i den vestlige del af landskabet Bramgau ved overgangen til Tecklenburger Land.

### Nabokommuner
Voltlage grænser mod nord til Fürstenau og Merzen, mod øst til Neuenkirchen og mod syd til Recke og mod vest til Hopsten, de to sidstnævnte i Kreis Steinfurt i delstaten Nordrhein-Westfalen).

### Inddeling
Komunen består af de tidligere selvstændige kommuner, (der blev sammenlagt i 1972)
- Höckel
- Voltlage – administrationsby
- Weese